# Face the Truth
 (septembre 2012).
Si vous disposez d'ouvrages ou d'articles de référence ou si vous connaissez des sites web de qualité traitant du thème abordé ici, merci de compléter l'article en donnant les références utiles à sa vérifiabilité et en les liant à la section « Notes et références ».
Albums de John Norum
Total Control
(1987) Another Destination
(1995)
Face the Truth est le deuxième album solo de John Norum, guitariste du groupe suédois Europe, sorti en 1992. Après qu'il a quitté le groupe qu'il avait lui-même fondé en 1986, à la suite d'un album trop commercial à son goût, The Final Countdown, John décide alors de créer son propre groupe qui porte son nom. En 1987 il enregistre un premier album qui prendra le nom de Total Control. Il entame alors une tournée et c'est au cours de cette tournée qu'un dénommé Don Dokken lui propose de faire partie de son album en solo. En effet, en 1988 le groupe Dokken s'est séparé Don souhaite entamer également une carrière en solo. John se joindra donc à l'album Up from the Ashes en 1990.
En 1992 John reprend les commandes de sa carrière avec un certain Glenn Hughes au chant et le bassiste d'Accept, Peter Baltes et signe Face the Truth' . Sur l'album on retrouvera d'anciens partenaires comme Joey Tempest, Mikkey Dee et le guitariste Billy White.

## Liste des titres

### Version Européenne & Japonaise
| No  | Titre                     | Auteur                                                                | Durée |
| --- | ------------------------- | --------------------------------------------------------------------- | ----- |
| 1.  | Face the Truth            | John Norum, Glenn Hughes                                              | 4:17  |
| 2.  | Night Buzz                | John Norum, Henrik Hildén, Michelle Meldrum                           | 3:22  |
| 3.  | In Your Eyes              | John Norum, Glenn Hughes, Peter Baltes                                | 3:45  |
| 4.  | Opium Trail               | Brian Downey, Phil Lynott, Scott Gorham                               | 4:00  |
| 5.  | We Will Be Strong         | John Norum, Joey Tempest, Billy Haggerty                              | 4:12  |
| 6.  | Good Man Shining          | John Norum, Glenn Hughes, Mats Attaque, Micke Höglund, Thomas Broman  | 3:04  |
| 7.  | Time Will Find the Answer | John Norum, Glenn Hughes, Billy White                                 | 5:02  |
| 8.  | Counting on Your Love     | John Norum, Glenn Hughes, Göran Edman, Joey Tempest, Peter Hermansson | 3:16  |
| 9.  | Endica                    | John Norum, Peter Baltes                                              | 2:44  |
| 10. | Still the Night           | Glenn Hughes, Pat Thrall, Paul Delph                                  | 3:58  |
| 11. | Distant Voices            | John Norum, Glenn Hughes, Peter Baltes, Billy White                   | 5:46  |

### Version Américaine
| No  | Titre                                | Auteur                                                                | Durée |
| --- | ------------------------------------ | --------------------------------------------------------------------- | ----- |
| 1.  | Distant Voices                       | John Norum, Glenn Hughes, Peter Baltes, Billy White                   | 5:46  |
| 2.  | Opium Trail                          | Brian Downey, Phil Lynott, Scott Gorham                               | 4:00  |
| 3.  | Night Buzz                           | John Norum, Henrik Hildén, Michelle Meldrum                           | 3:22  |
| 4.  | Good Man Shining                     | John Norum, Glenn Hughes, Mats Attaque, Micke Höglund, Thomas Broman  | 3:04  |
| 5.  | Endica                               | John Norum, Peter Baltes                                              | 2:44  |
| 6.  | Face the Truth                       | John Norum, Glenn Hughes                                              | 4:17  |
| 7.  | In Your Eyes                         | John Norum, Glenn Hughes, Peter Baltes                                | 3:45  |
| 8.  | Time Will Find the Answer            | John Norum, Glenn Hughes, Billy White                                 | 5:02  |
| 9.  | Counting on Your Love                | John Norum, Glenn Hughes, Göran Edman, Joey Tempest, Peter Hermansson | 3:16  |
| 10. | Don't Believe a Word (recorded live) | Phil Lynott                                                           | 3:13  |
| 11. | Free Birds in Fligh (recorded live)  | John Norum                                                            | 3:00  |

## Composition du groupe
- John Norum – guitare, chants
- Glenn Hughes – chants
- Peter Baltes – basse
- Henrik Hildén – batterie

### Invités
- Joey Tempest - au chant sur We Will Be Strong
- Billy White - à la guitare rythmique sur Time Will Find the Answer
- Mikkey Dee - à la batterie sur Distant Voices
- John Schreiner - claviers